# 3 km (przystanek kolejowy w obwodzie lwowskim)
3 km (ukr. 3 км) – przystanek kolejowy w miejscowości Drohobycz, w rejonie drohobyckim, w obwodzie lwowskim, na Ukrainie. Znajduje się przy ulicy Truskawieckiej.
Przystanek istniał przed II wojną światową. Zlokalizowany był wówczas po zachodniej stronie ulicy (obecnie mieści się po jej wschodniej stronie) i nosił nazwę Drohobycz Miasto. Obecnie na linii Drohobycz – Borysław nie są prowadzone przewozy pasażerskie.